# Hop (film, 2002)
Pour les articles homonymes, voir Hop.
Pour le film sorti en 2011, voir Hop (film, 2011)
Pour plus de détails, voir Fiche technique et Distribution.
Hop est un film belge réalisé par Dominique Standaert et sorti en 2002.

## Synopsis
Justin, jeune adolescent de treize ans, vit à Bruxelles avec son père, un immigré clandestin.
Ce dernier se fait arrêter et sur un malentendu est renvoyé au Burundi, pays qui n'est pas le sien, alors que son fils reste en Belgique.
Justin trouve alors refuge chez Frans, ex-anarchiste et ancien membre des Cellules Communistes Militantes. C'est un spécialiste de la dynamite, dont la voisine Gerda est secrètement amoureuse.
Révolté par cette injustice, Justin va tenter par tous les moyens d'alerter les autorités. Ne voyant pas d'autre recours il va monter, sur une idée de Frans, des projets d'attentats contre les lieux symboliques afin de contraindre les autorités à faire revenir son père en Belgique.
Les deux complices emploieront la mystérieuse et secrète technique pygmée du Hop, stratagème qui aurait, dit-on, presque permis à Hannibal de vaincre Jules César.

## Fiche technique
- Titre : Hop
- Réalisation : Dominique Standaert
- Photographie : Rémon Fromont
- Décors : Ivan Bruyère
- Costumes : Sabina Kumeling
- Montage : Dominique Lefever
- Pays d'origine :  Belgique
- Genre : Comédie dramatique
- Durée : 106 minutes
- Date de sortie : France - 29 octobre 2003

## Distribution
- Jan Decleir : Frans
- Antje De Boeck : Gerda
- Mboy Kalomba : Justin
- Ansou Diedhiou : Dieudonné
- Alexandra Vandernoot : le commissaire Taminiaux
- Émile Mpenza : Émile
- Peter Van Den Begin : Simon
- Serge-Henri Valcke : le ministre de l'intérieur
- Jean-Michel Balthazar : le policier du guichet

## Distinctions
- Nommé au Grand Prix de l'Union de la critique de cinéma.
- A obtenu le Best Buster Award au Buster International Children's Film Festival de Copenhague en 2003.
- A obtenu le Grand Prix Ciné Junior 2003 au Festival International de Cinéma Jeunes publics en Val de Marne.